# Австралійська райка велетенська
Австралійська райка велетенська (Litoria infrafrenata) — вид земноводних з роду австралійська райка родини райкові. Інша назва «білогуба райка».

## Опис
Загальна довжина досягає 10—13,5 см. Спостерігається статевий диморфізм: самиці більші за самців. Відрізняється трохи шорсткою, зернистою шкірою. Пальці задніх лап повністю з плавальною перетинкою, передні — частково. Основний тон забарвлення трав'янисто-зелений. Черево світле. З боків рота проходять добре помітні контрастні білі смуги. Кінці пальців рожеві з великими круглими присосками. Очі золотаві з чорною горизонтальною зіницею.

## Спосіб життя
Полюбляє вологі місцини, береги водойм, тропічні ліси, посівні площі. зустрічається на висоті до 1200 м над рівнем моря. Значну частину життя проводить на деревах. Втім за здобиччю може спускатися майже до землі. Активна вночі. Живиться комахами та членистоногими.
Парування починається навесні. Під час шлюбного періоду самці видають звуки, що нагадують мявкіт. Самиця відкладає 200–1000 яєць у повільні водойми. Пуголовки з'являються через 8 тижнів.

## Розповсюдження
Мешкає на островах Тимор, Нова Гвінеї, Молуккських островах, архіпелазі Бісмарка, в Австралії (Квінсленд).

## Галерея

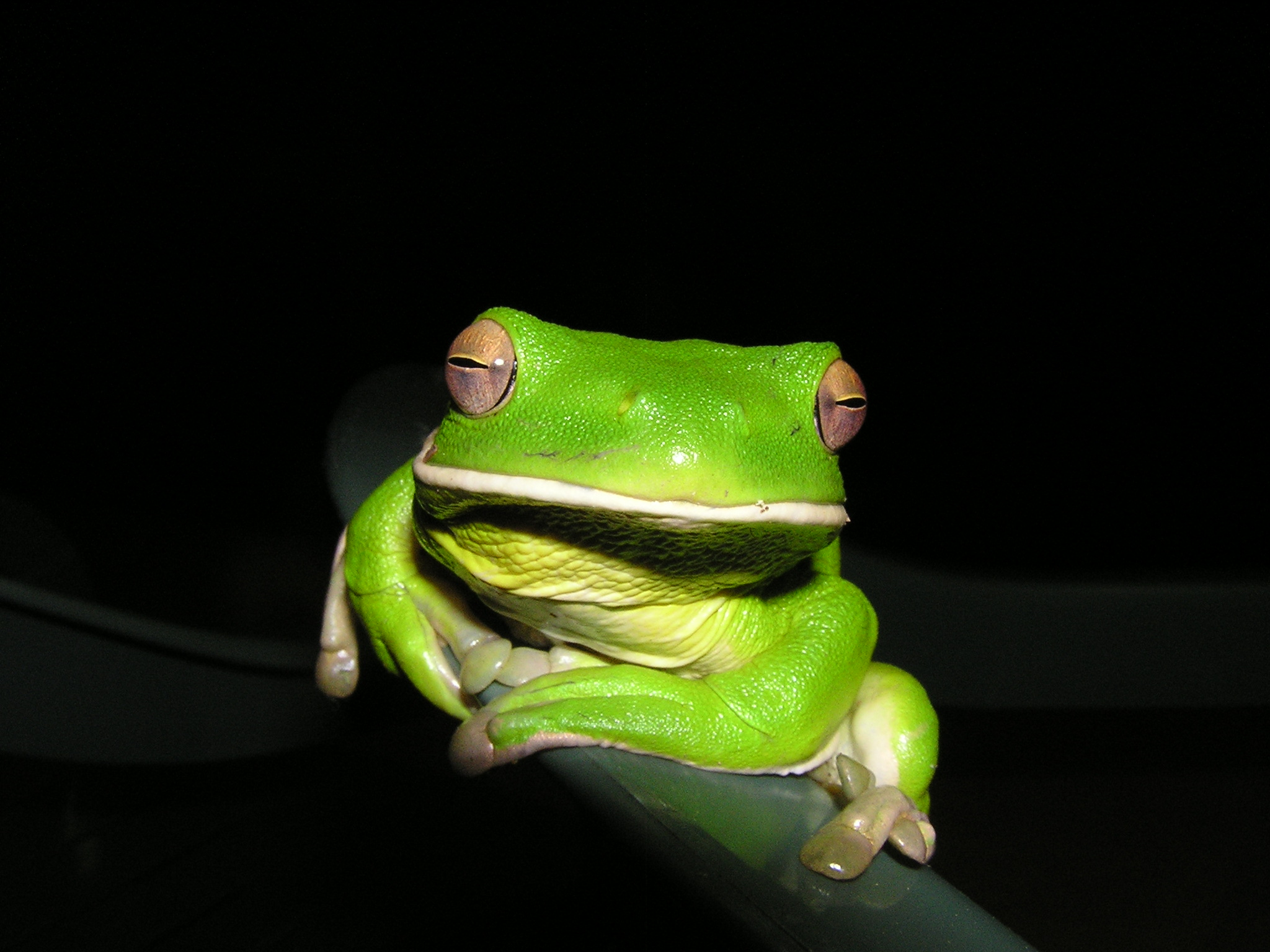
Litoria infrafrenata
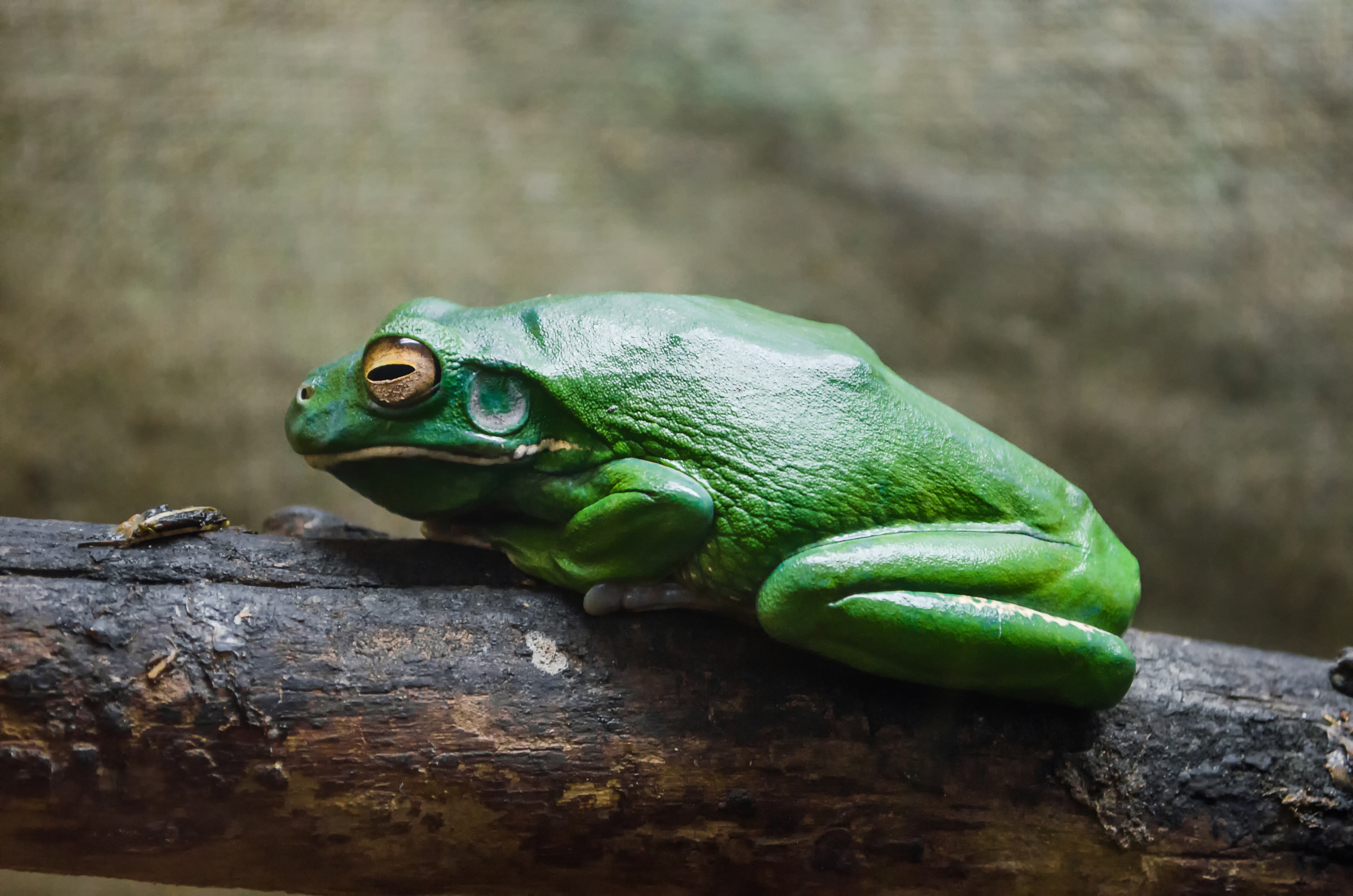
Австралійська райка велетенська (Litoria infrafrenata) у Київському зоопарку
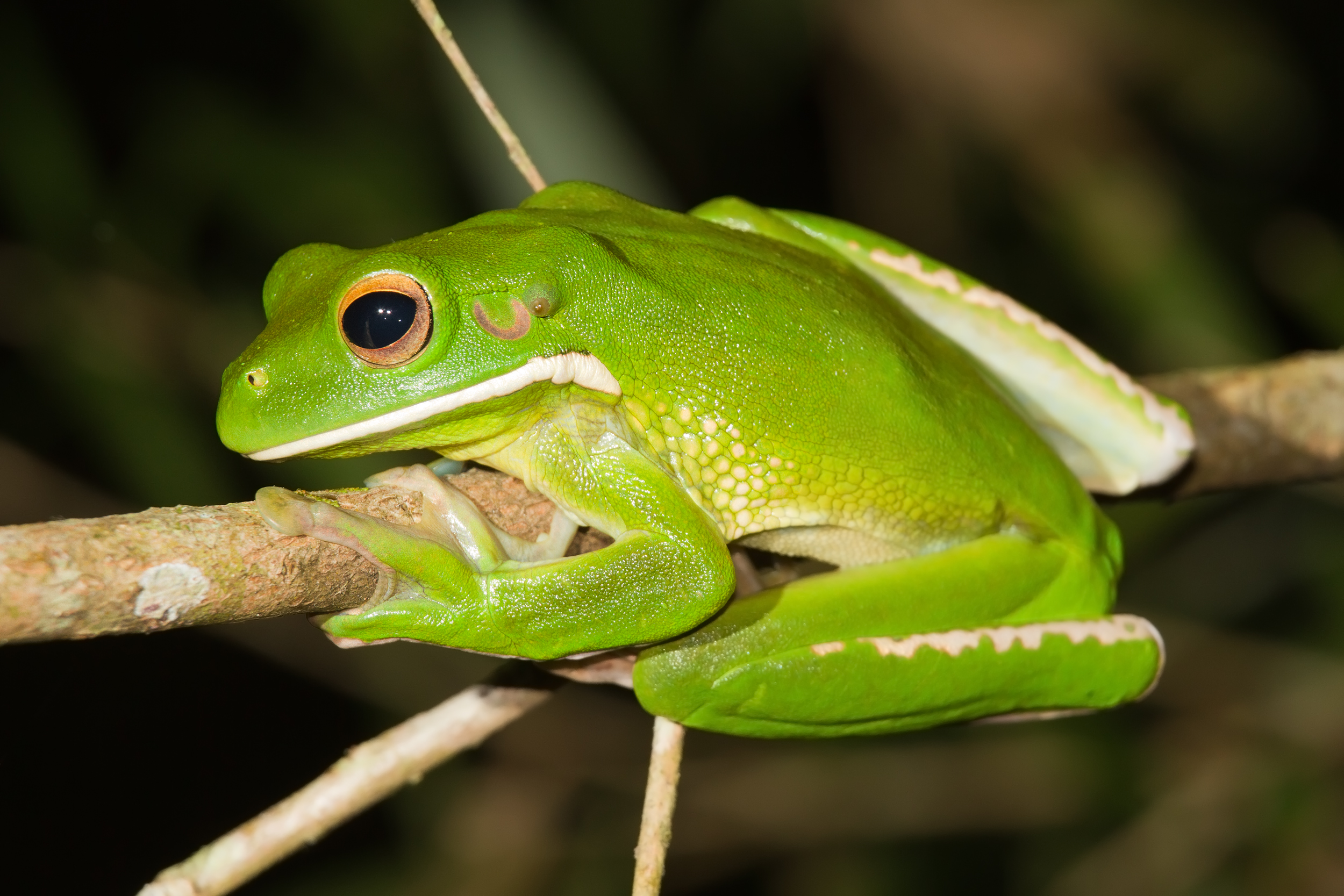
Litoria infrafrenata у природному середовищі. Квінсленд, Австралія
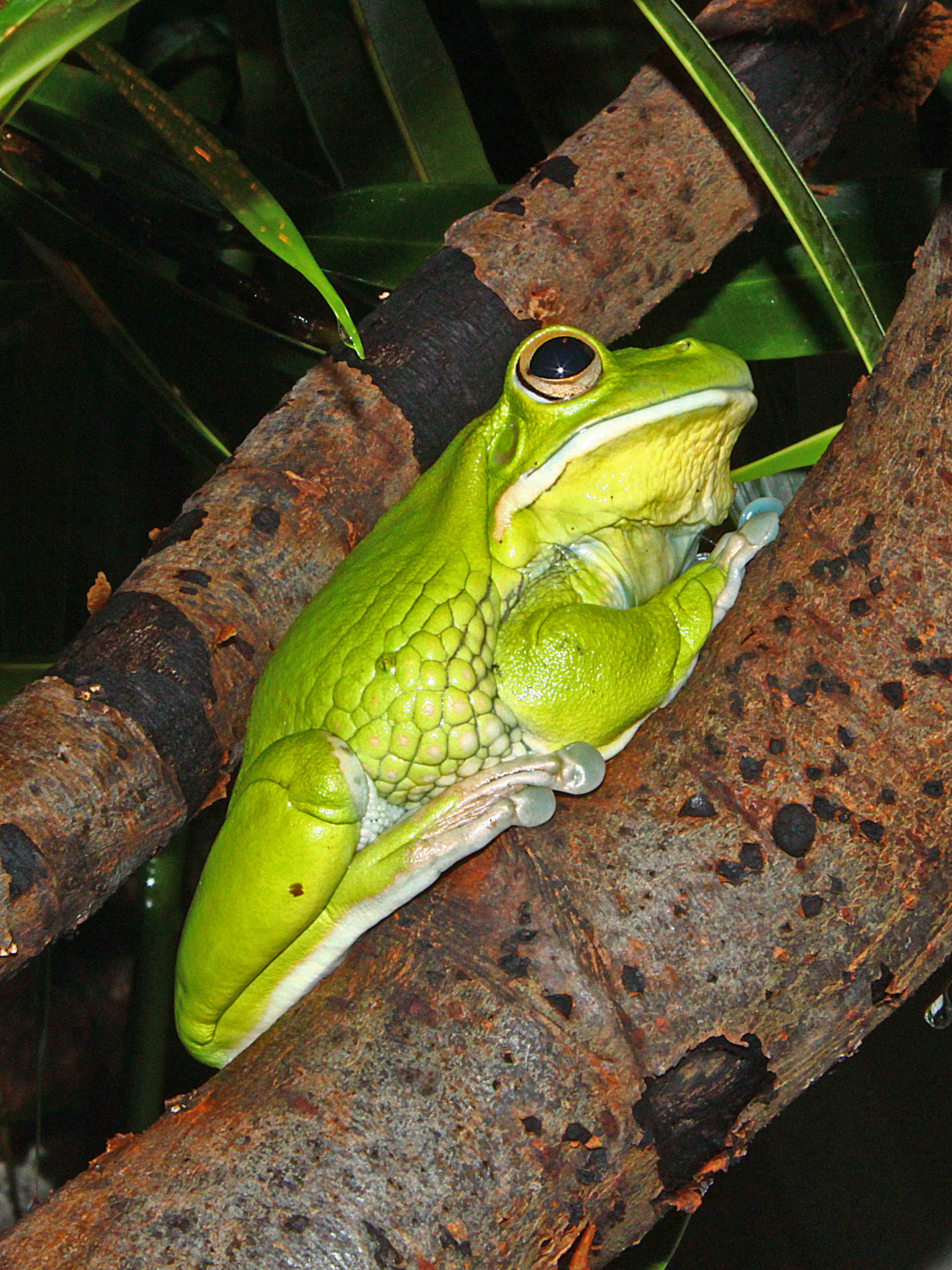
Litoria infrafrenata
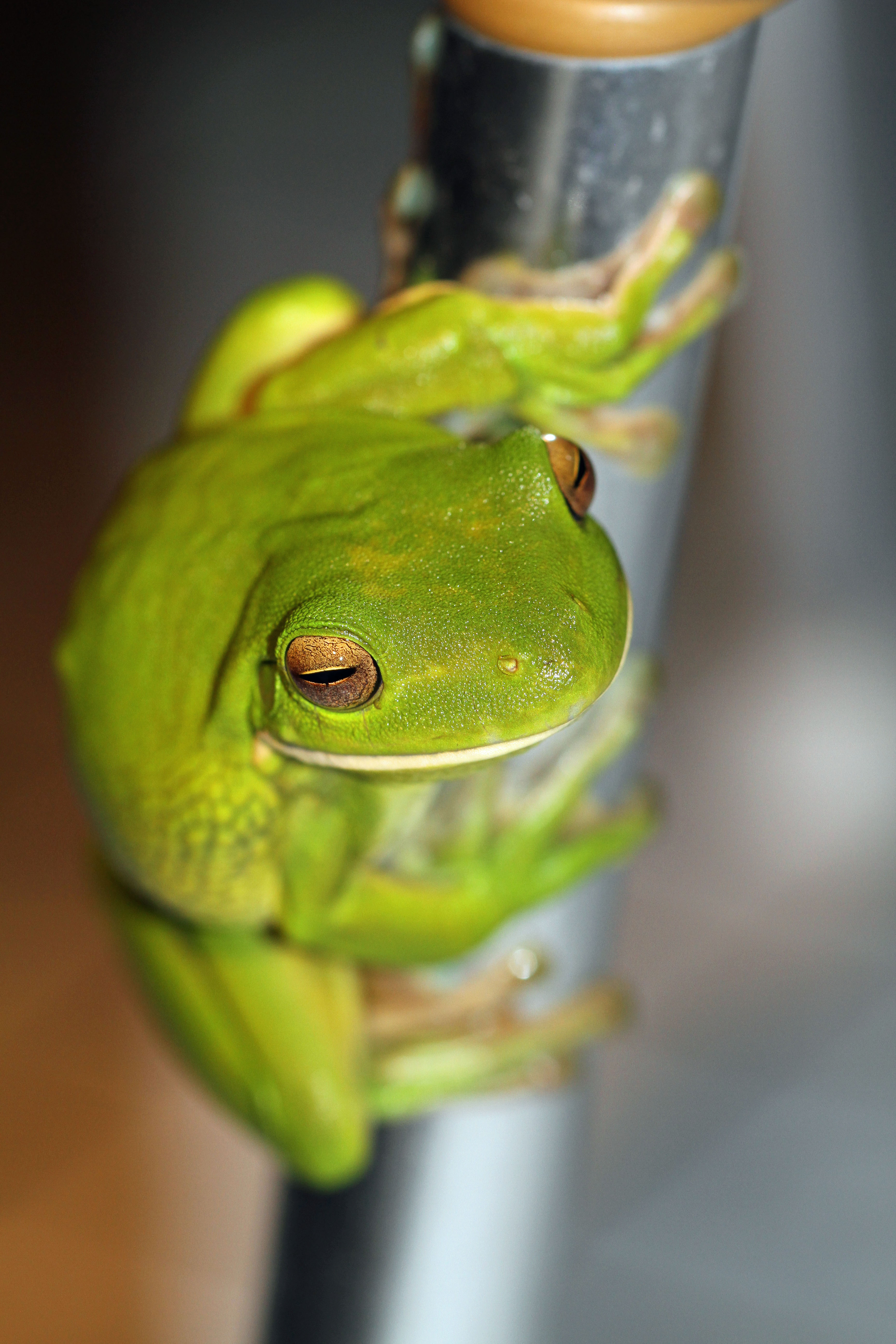
Litoria infrafrenata